# То Кьон-тон
В това корейско име фамилията е То.
То Кьон-тон (на корейски: 도경동) e южнокорейски фехтовач. Състезава се със сабя.  То е олимпийски шампион като част от корейския мъжки отбор по фехтовка в дисциплината сабя от олимпийските игри в Париж.

## Биография
То е роден на 19 август 1999 г. в Тегу, Южна Корея. 